# Ponthieva curvilabia
Ponthieva curvilabia är en orkidéart som beskrevs av Leslie Andrew Garay. Ponthieva curvilabia ingår i släktet Ponthieva och familjen orkidéer. Inga underarter finns listade i Catalogue of Life.